# Posewitz Tivadar
Posewitz Tivadar (Szepesigló, 1851. december 2. – Budapest, 1917. június 12.) magyar geológus, orvos.

## Élete és munkássága
Felsőfokú tanulmányait a Budapesti Tudományegyetemen végezte, s ugyanitt 1874-ben orvosi oklevelet szerzett. Ezután három évig geológiát tanult a freibergi bányászati akadémián. 1879-ben Holland Kelet-Indiába utazott mint katonaorvos, ahol egészen 1884-ig minden szabadidejét később jelentőssé vált földtani-geológiai kutatásokkal töltötte el Borneó szigetén. Erről a munkájáról számos közleményben beszámolt, valamint 1889-ben egy könyvet is kiadott a témáról Berlinben.
Miután hazatért, a Magas-Tátra vidékét térképezte. 1887-ben csatlakozott a Magyar Királyi Földtani Intézethez mint segédgeológus. 1897-ben osztálygeológussá, majd 1908-ban főgeológussá is kinevezték.
Legjelentősebb munkájának a Petróleum és aszfalt Magyarországon című tanulmányát tartják. Fontos tudományos kutatása az iglói harmadkori medence és a Máramaros vidéki homokkőterület geológiai felvételezése. Emellett jelentős érdemeket ért el a Tátra magyar és lengyel oldalának kutatásával is, figyelemmel kísérte a turistaforgalmat, valamint statisztikai adatokat közölt a menedékházak és csúcsok látogatottságáról. Továbbá kutatta a tátrai földrajzi neveket, a zergéket, valamint a régi kincskeresőkről fennmaradt legendákat.

## Családja
Szülei Posewitz Sámuel (Szepesolaszi, 1800. szept. 1. – Igló, 1871. január 16.) orvos és Karafiát Emmeline Róza (Brno, 1815. – Igló, 1896. aug. 25.) voltak.
Első felesége Sina Mina, Borneóról származott és fiatalon életét vesztette. Közös gyermekük Posewitz Tivadar Henrik (Borneó, 1882. – Budapest, 1944. jún. 7.).
Második felesége Pap Adél (1867 – Budapest, 1901. okt. 18.) volt, Pap István pénzügyi számtanácsos lánya. 1894-ben kötöttek házasságot Budapesten, s egy gyermekük született, aki a Melitta Kornélia keresztneveket kapta. 
1904. szeptember 20-án feleségül vette Schulek Margitot (Budapest, 1874. március 31. – Budapest, 1945. augusztus 29.), Schulek Frigyes lányát, akitől négy fia született, azonban csak egyikük érte meg a felnőttkort: Posewitz Albert Guido Tamás dr. (Budapest, 1908. július 2. – Bogotá, 1981).

## Főbb művei
- Borneo (Berlin, 1889)
- A Szepesség, Magas Tátra és a Szepesi Középhegység (Budapest, 1898)
- A Magas Tátra és a Szepesi Középhegység : gyakorlati utmutató a természet kedvelői részére (Kassa, 1904)
- Petróleum és aszfalt Magyarországon (Budapest, 1906)